# ساندور كيس
ساندور كيس (بالمجرية: Kiss Sándor)‏ هو مصارع رياضي مجري، ولد في 3 يونيو 1962.

## وصلات خارجية
- ساندور كيس على موقع قاعدة بيانات المصارعة الدولية (الإنجليزية)
- ساندور كيس على موقع أوليمبيديا (الإنجليزية)